# Кондрашин, Иван Павлович
Иван Павлович Кондрашин (20 августа [2 сентября] 1914, Хвостиха, Симбирская губерния — 15 сентября 1998, Минск) — подполковник Советской Армии, участник Великой Отечественной войны, Герой Советского Союза (1945).

## Биография

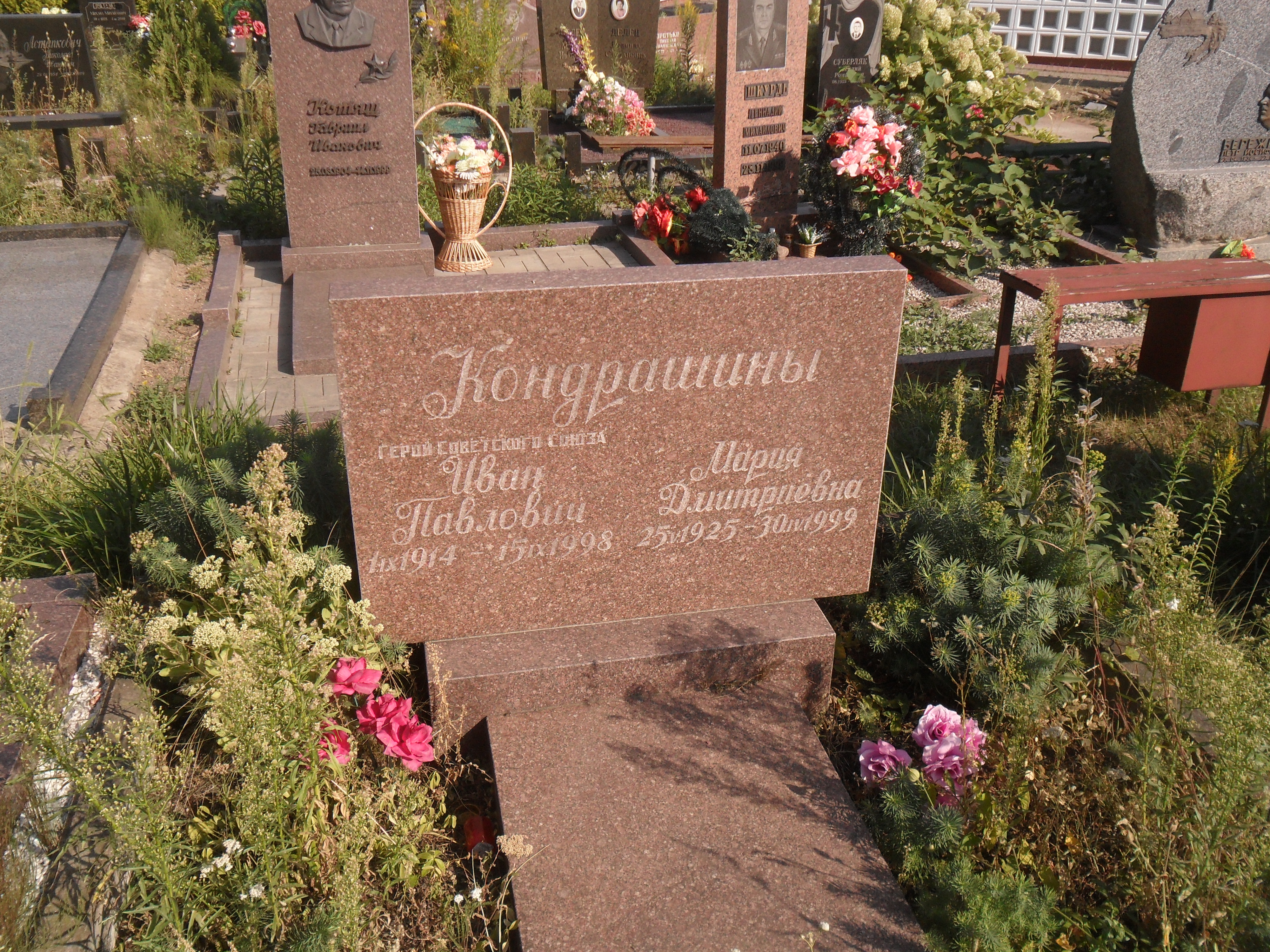
Могила Кондрашина на Восточном кладбище Минска.

Иван Кондрашин родился 20 августа (2 сентября) 1914 года в селе Хвостиха (ныне — Кузоватовский район Ульяновской области). После окончания семи классов школы работал в колхозе. В ноябре 1936 года был призван на службу в Рабоче-крестьянскую Красную Армию. С июня 1942 года — на фронтах Великой Отечественной войны. Принимал участие в боях на Брянском, 1-м Прибалтийском и 3-м Белорусском фронтах. В 1944 году Кондрашин окончил Саратовское танковое училище. Два раза был ранен в боях. К январю 1945 года старший лейтенант Иван Кондрашин командовал танком 89-й танковой бригады 1-го танкового корпуса 3-го Белорусского фронта. Отличился во время Восточно-Прусской операции.
22 января 1945 года Кондрашин на своём танке захватил заминированный противником мост через реку Преголя в районе населённого пункта Таплаккен (ныне — Талпаки Гвардейского района Калининградской области) и уничтожил 28 вражеских сапёров, благодаря чему мост остался невредим. В течение двадцати последующих часов Кондрашин с экипажем удерживали мост до подхода основных сил бригады, уничтожив 2 танка и около 50 солдат и офицеров противника. Когда танк Кондрашина был подбит, он продолжал вести огонь, несмотря на возгорание в машине, сумел спасти получивших ранения членов экипажа.
Указом Президиума Верховного Совета СССР от 24 марта 1945 года за «образцовое выполнение боевых заданий командования на фронте борьбы с немецкими захватчиками и проявленные при этом мужество и героизм» старший лейтенант Иван Кондрашин был удостоен высокого звания Героя Советского Союза с вручением ордена Ленина и медали «Золотая Звезда» за номером 7456.
После окончания войны Кондрашин продолжил службу в Советской Армии. В 1950 году он окончил Высшую офицерскую бронетанковую школу. Участвовал в подавлении Венгерского восстания 1956 года, за что был награждён орденом Ленина. В 1961 году в звании подполковника Кондрашин был уволен в запас. Проживал в Минске, заведовал спорткомплексом Минского часового завода. Скончался 15 сентября 1998 года, похоронен на Восточном кладбище Минска.
Был также награждён двумя орденами Ленина, орденами Красного Знамени, Отечественной войны 1-й степени, Красной Звезды, рядом медалей.